# A torreádor
A torreádor avagy a tökéletes harmónia Adolphe Adam 1849. május 18-án Párizsban bemutatott kétfelvonásos opéra comique-ja.

## Az opera története
Az 1848-as forradalom miatt a színházak bezártak Párizsban, majd amikor újra kinyitották kapuikat, a közönség száma jelentősen lecsappant. Adam elesett a rendszeres megrendelésektől, és bár tagja volt a művészeti akadémiának és tanított a konzervatóriumban is, sikerült alaposan eladósodnia, ezért érthető, hogy égető szüksége volt megrendelésekre. Ezek közé a megrendelések közé tartozott A torreádor is, amely mindössze hat nap alatt készült el. A mű eredetileg három rövid jelenetből állt volna, de a komponálás során fokozatosan egész estés darabbá bővült. A cím is állandóan változott, bár végül az eredeti címnél maradtak, a partitúra átadásakor szerepelt még a Tökéletes harmónia alcím is. Ezzel a szerzők nem másra akartak utalni, minthogy a darab ugyan egy szerelmi háromszögről szól, de végül jó véget ér (az alcím egyébként a bemutatótól kezdve elmaradt). 
A zene könnyed és szellemes, az ősbemutatón nagy sikert aratott. A női főszereplő (Carlonie) bravúros koloratúr szólamot kapott, míg a férfi szereplőket (Tracolin és Belflor)alakító énekeseknek kevesebb lehetőség jut virtuozitásuk megcsillogtatására és szinte untermann-ként kísérik Carlonie-t, de az ő szerepük is elég mutatós. A zenés számokat rövid prózai dialógusok kötik össze. A mű kiemelkedő részlete az "Ah vous dire-je, maman" kezdetű ária, amely kettősé, majd hármassá bővül és az opera végkicsengéseként visszatér a II. felvonás végén is.

## Az opera szereplői
| Szereplő                               | Hangfekvés       |
| -------------------------------------- | ---------------- |
| Coraline, a párizsi opera szopránja    | koloratúrszoprán |
| Tracolin, a párizsi opera fuvolása     | tenor            |
| Don Belflor, torreádor, Coraline férje | basszus          |

- Játékidő: 78 perc

## Az opera cselekménye

### I. felvonás
Coraline, aki korában a párizsi opera énekesnője volt, észrevette, hogy az egyik fuvolás többször is őt fürkészi tekintetével. Ám még mielőtt a románc komolyra fordulhatott volna, a lánynak nagybátya parancsára haza kellett utaznia Barcelonába. Itt hozzáadták Don Belflor torreádorhoz. Az esküvőre sötétben kerül sor s a menyasszony csak másnap reggel szembesült vele, hogy újdonsült férje öreg és csúnya is. A férj nem nagyon veszi komolyan a házasságot, másnap délelőtt már magára is hagyja fiatal feleségét. Coraline egyszer csak fuvola szót hall a kert felől, majd valaki egy kőre erősített levelet dob be az ablakon. A titkos imádó nem más, mint Tracolin, a fuvolás. Azonban nem örülhetnek egymásnak sokáig, mert nemsokára visszatér a torreádor, méghozzá futva, mert megtámadták. Tracolin a segítségére siet és ketten már sikeresen elűzik a támadókat. Belflor hálából meghívja magukhoz vacsorára megmentőjét. A torreádor meg van róla győződve, hogy a támadókat a sok irigykedő, felszarvazott férj bérelte fel. A fuvolás azt állítja, hogy egy táncosnő, egy bizonyos Caritéa követeként érkezett, aki beleszeretett Belflorba és házasságot ígért neki.

### II. felvonás
A torreádor visszavonul, hogy terjedelmes levélben válaszolhasson állítólagos imádójának. Amikor a szerelmesek kettesben maradnak, Coraline előveszi  gitárját és dalba kezd. A frivol és ártatlan dal azonban hamar komoly flörtbe megy át. Belflor sietségében leejti a Caritéanak írt levelet. Megegyezik a fuvolással, hogy ő bonyolítja majd le a találkozójukat, fuvola szóval ad jelt róla, ha tiszta a terep és a torreádort várja szerelmese. Mikor kettesben marad férjével, Caroline mindjobban érdeklődik Tracolin iránt, majd végül megtalálja Caritéa állítólagos levelét, amit férje hűtlenségének bizonyítékaként, az esküvőt kierőszakoló nagybátya elé akar terjeszteni. Hirtelen fuvolaszó hallatszik. Belflor elrohan, de kiderül, hogy nem várta senki. Ezt is a korábban becsapottak számlájára írja. Carlonie nagyon felháborodik férje állítólagos hűtlenségén és csak úgy hajlandó neki megbocsátani, ha ezután lesz a férfi közelében egy harmadik, aki ügyel rá, hogy a torreádor hűséges maradjon. Tracolin vállalkozik erre a feladatra, aminek a torreádor nagyon megörül. Ezután Caroline újra előadja azt az ártatlan dalt, ami közte és a fuvolás között heves flörtbe ment át. Így senki számára sem lehet kétséges a végkifejlet. 